# Martin Prokop

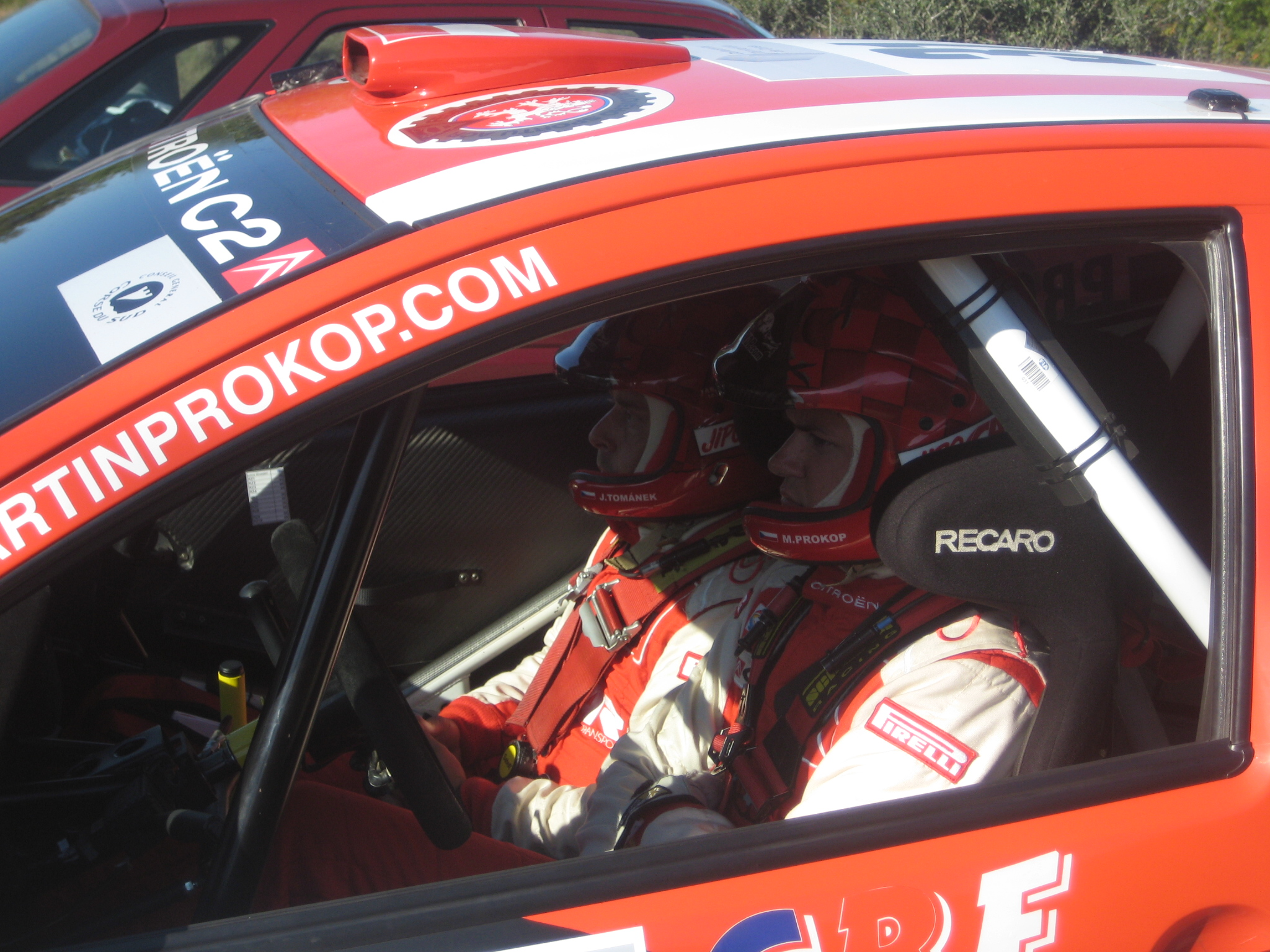
2008-ban a Korzika-ralin

Martin Prokop (Jihlava, 1982. október 4. –) cseh raliversenyző. Jelenleg a rali-világbajnokság versenyein vesz részt.

## Pályafutása
2005-ben, benevezett a junior rali-világbajnokságba. Ezt a szezont privátként, egy Suzuki Ignis Super1600-as versenyautóval küzdötte végig, első világbajnoki versenye a Monte Carlo-rali volt. A nyolc futamból hét alkalommal ért célba, és összesen tizenhárom pontot szerzett.
2006-ban márkát váltott, és egy Citroen C2-vel vett részt a világbajnokság hat helyszínén. Megnyerte a katalán ralit, valamint több alkalommal pontot szerzett, végül a tizedik helyen zárta az évet. 2007-ben két győzelmet, és további két dobogós helyezést szerzett, a juniorok közt így a harmadik helyén zárt.
A 2008-as évben részt vett mind a junior, mind az N csoportos világbajnokság versenyein. Előbbiben harmadikként, utóbbiban ötödikként fejezte be az évet. 2009-ben továbbra is e két sorozat futamain versenyez.